# Rocco degli Ariminesi
Rocco degli Ariminesi (Padova, XV secolo – XV secolo) è stato un poeta italiano.
Fu autore di un poema riguardante la vita di Attila.